# Hypercard
Hypercard, formellt HyperCard, är ett program skapat av Bill Atkinson för Apple Computer Inc. Det var ett av de första lyckade hypermediasystemen före World Wide Web. Det kombinerar databashantering med ett grafiskt och modifierbart gränssnitt. För att kontrollera data och gränssnitt används det lättlärda programmeringsspråket HyperTalk, skapat av Dan Winkler.

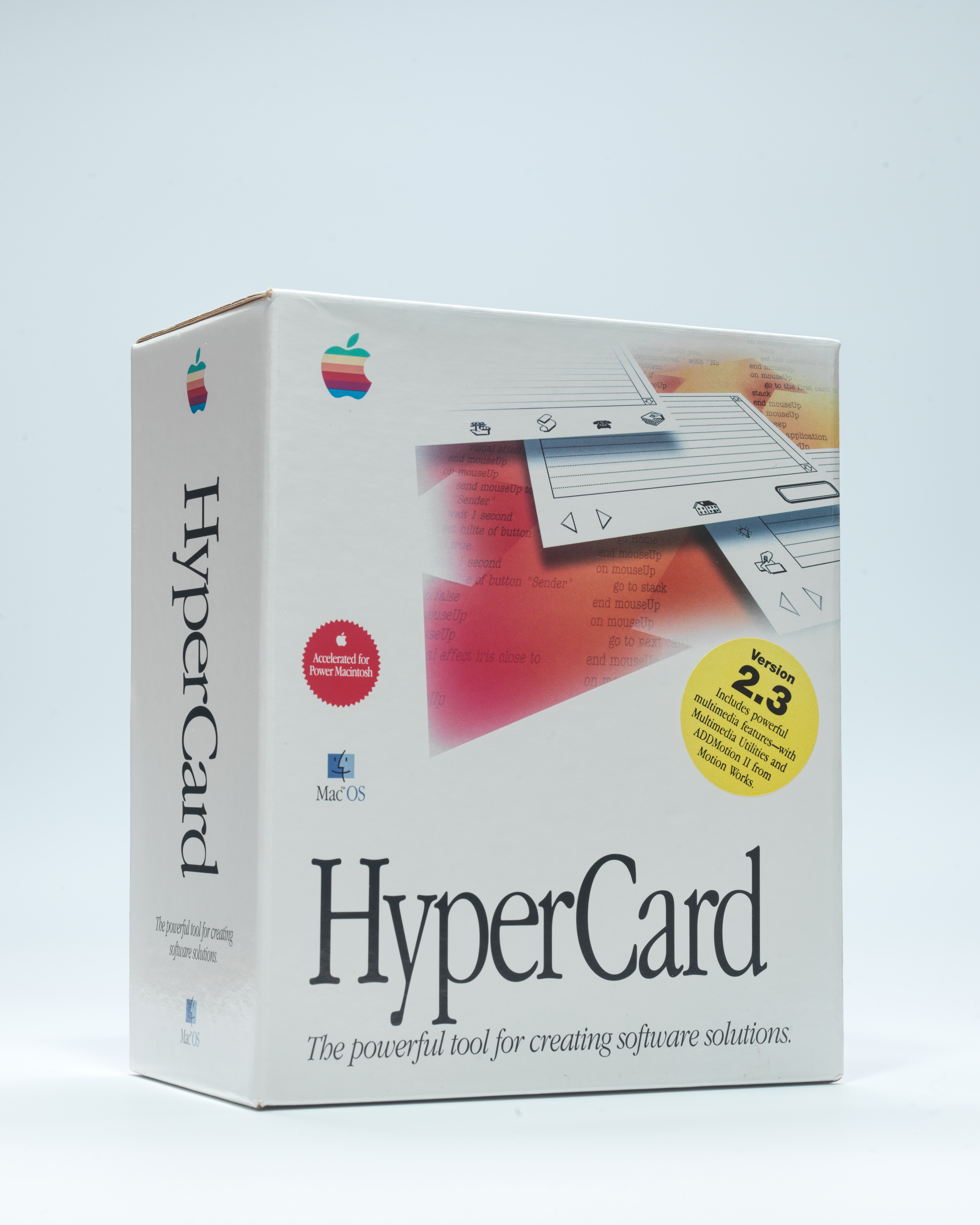
Färgfotografi av HyperCard version 2.3 i sin originalförpackning.

Ofta används HyperCard som ett programmeringssystem för snabb programvaruutveckling (Rapid application development) av olika typer av program, databasrelaterade liksom andra.
Det släpptes ursprungligen tillsammans med operativsystemet System 6 1987. Den sista versionen blev 2.4.1 som släpptes 1998. HyperCard fanns i handeln fram till mars år 2004.